# Гернгросс Борис Володимирович
Борис Володимирович Гернгросс (29 квітня 1878, Полтавська губернія — 4 липня 1943, м. Белград, Сербія) — генеральний хорунжий армії Української Держави.

## Життєпис
Закінчив Полтавський кадетський корпус (1896), згодом Михайлівське артилерійське училище, а в 1906 році Миколаївську академію Генерального штабу. 

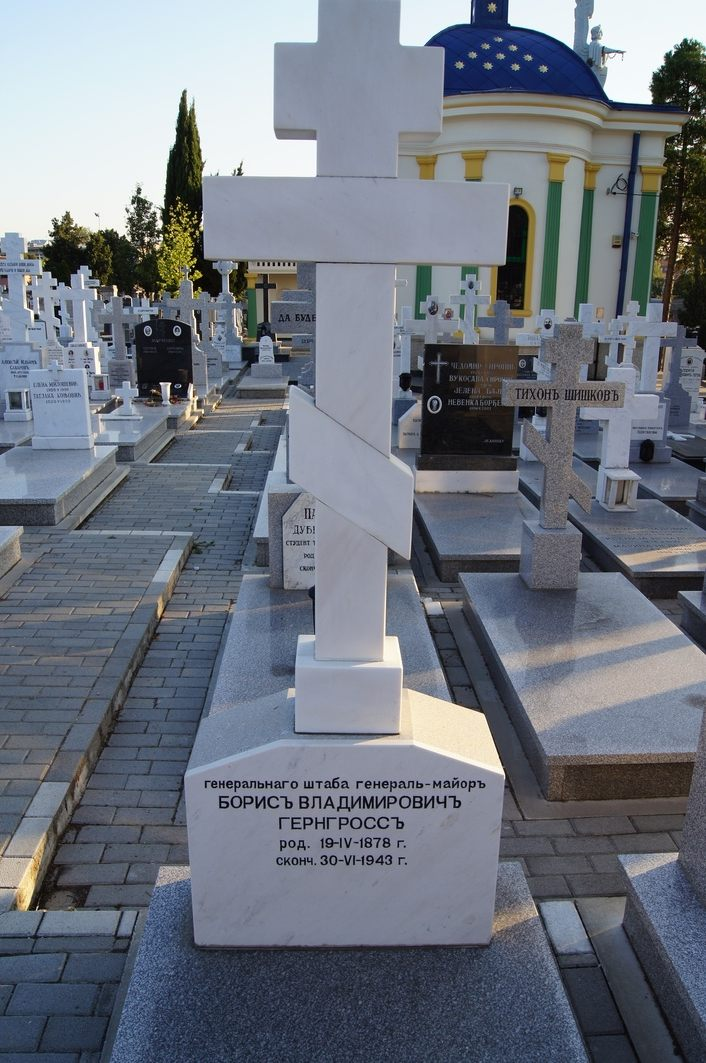
Могила Б. Генрнгросса на Новому цвинтарі у Белграді

Учасник Першої світової війни. Служив у 12-му Донському козачому полку в 1915 році. Згодом виконувач обов'язків начальника штабу 3-ї Донської козачої дивізії. Потім командир 14-го гусарського Митавського полку (07.02. – 16.09.1917). Наприкінці 1917 – генерал-майор. В грудні 1917-го командир українізованої частини.
У 1918 в армії Української Держави, начальник Єлисаветградського кавалерійського училища (з 24.09.1918). На 21 листопада 1918 в Загальному списку офіцерів генштабу Української Держави, член комісії з побудови армії, генеральний хорунжий.
Після падіння влади гельмана Павла Скоропадського у ЗСПР, командир 14-го гусарського Митавського полку. Евакуювався на кораблі «Аю-Даг» з Криму до Галліполі. 
На еміграції в Югославії. Помер та похований у Белграді.